# Gustavo Arriola
Gustavo Alejandro Arriola (Rosario, 6 de junio de 1979) es un exfutbolista argentino. Se desempeñaba como mediocampista ofensivo y su primer club fue Rosario Central. Actualmente trabaja como entrenador en las divisiones juveniles del Club Atlético San telmo de Funes, Recientemente ascendido a la primera división juvenil del Futbol Rosarino

## Carrera
Talentoso volante, no pudo llegar a demostrar todo su potencial. Su debut en Primera División fue con la casaca auriazul, el 11 de septiembre de 2000 ante Colón, cuando el técnico Edgardo Bauza dispuso su ingreso a los '75. Si bien nunca pudo afirmarse como titular, tuvo mucha participación en el equipo mayor, jugando incluso en la Copa Libertadores 2001. Tras la salida del Patón perdió consideración entre los técnicos que condujeron al club a posteriori, hasta la llegada de César Menotti. 
En el Apertura 2002 (último torneo en Central) le marcó un gol a Newell's Old Boys, en el clásico rosarino jugado el 1 de septiembre (2-0) y que significó el fin de una racha sin ganar en el Parque. Con la llegada de Miguel Ángel Russo sobre el final del certamen, Arriola fue descartado para el resto de la temporada, por lo que fue transferido a Argentinos Juniors, por ese entonces jugando el torneo de la Primera B Nacional; totalizó 35 partidos jugados y dos goles en Rosario Central. Ese mismo 2003 jugó también en DIM de Colombia. 
En 2004 jugó un semestre en Aurora de Bolivia, y luego en El Linqueño, disputando el Torneo Argentino B. 
Su carrera prosiguió alternando el ascenso de Argentina con experiencias en México y Venezuela, hasta que en 2011 se retiró jugando para Atlético Carcarañá, de la Liga Cañadense de Fútbol, entidad con la que obtuvo el Torneo Clausura 2010 de la mencionada asociación.

## Clubes
| Club                            | País      | Año       |
| ------------------------------- | --------- | --------- |
| Rosario Central                 | Argentina | 2000-2002 |
| Argentinos Juniors              | Argentina | 2003      |
| Independiente Medellín          | Colombia  | 2003      |
| Aurora                          | Bolivia   | 2004      |
| El Linqueño                     | Argentina | 2004      |
| San Martín de San Juan          | Argentina | 2005      |
| Tigres Mochis                   | México    | 2006      |
| Guillermo Brown (Puerto Madryn) | Argentina | 2007      |
| 9 de Julio de Rafaela           | Argentina | 2007      |
| Socio Águila Tlalpan            | México    | 2008      |
| Argentino (Rosario)             | Argentina | 2008      |
| Minervén Sport Club             | Venezuela | 2009      |
| Fénix                           | Argentina | 2009-2010 |
| Atlético Carcarañá              | Argentina | 2010      |
| Coronel Aguirre                 | Argentina | 2011      |
| Atlético Carcarañá              | Argentina | 2011      |

## Palmarés

### Títulos nacionales
| Equipo                          | País      | Título               | Año  |
| ------------------------------- | --------- | -------------------- | ---- |
| Guillermo Brown (Puerto Madryn) | Argentina | Argentino A-Clausura | 2007 |

### Títulos regionales
| Equipo             | Liga      | País      | Título   | Año  |
| ------------------ | --------- | --------- | -------- | ---- |
| Atlético Carcarañá | Cañadense | Argentina | Clausura | 2010 |